# Africa Beach Soccer Cup of Nations 2006
L'Africa Beach Soccer Cup of Nations 2006 è la 1ª edizione di questo torneo.

## Squadre partecipanti
Di seguito le 6 nazionali qualificate.
- Camerun
- Marocco
- Costa d'Avorio
- Egitto
- Nigeria
- Sudafrica (ospitante)

## Fase a gironi

### Girone A
| Squadra   | G | V | V+ | P | GF | GS | +/- | P  |
| --------- | - | - | -- | - | -- | -- | --- | -- |
| Egitto    | 5 | 2 | 1  | 1 | 0  | 7  | 6   | +1 |
| Nigeria   | 3 | 2 | 1  | 0 | 1  | 10 | 9   | +1 |
| Sudafrica | 0 | 2 | 0  | 0 | 2  | 9  | 11  | -2 |

| Squadra 1 | Risultato     | Squadra 2 |
| --------- | ------------- | --------- |
| Egitto    | 4-3           | Sudafrica |
| Egitto    | 3-3 (3-2 dcr) | Nigeria   |
| Nigeria   | 7-6           | Sudafrica |

### Girone B
| Squadra        | G | V | V+ | P | GF | GS | +/- | P  |
| -------------- | - | - | -- | - | -- | -- | --- | -- |
| Costa d'Avorio | 4 | 2 | 0  | 2 | 0  | 11 | 10  | +1 |
| Camerun        | 3 | 2 | 1  | 0 | 1  | 8  | 6   | +2 |
| Marocco        | 0 | 2 | 0  | 0 | 2  | 10 | 13  | -3 |

| Squadra 1      | Risultato     | Squadra 2 |
| -------------- | ------------- | --------- |
| Costa d'Avorio | 8-7 dts       | Marocco   |
| Camerun        | 5-3           | Marocco   |
| Costa d'Avorio | 3-3 (1-0 dcr) | Camerun   |

## Finali

### Semifinali
| Squadra 1 | Risultato     | Squadra 2      |
| --------- | ------------- | -------------- |
| Nigeria   | 5-5 (2-1 dcr) | Costa d'Avorio |
| Camerun   | 4-3           | Egitto         |

### Finali

#### 5º-6º posto
| Squadra 1 | Risultato | Squadra 2 |
| --------- | --------- | --------- |
| Sudafrica | 5-4       | Marocco   |

#### 3º-4º posto
| Squadra 1 | Risultato | Squadra 2      |
| --------- | --------- | -------------- |
| Egitto    | 8-3       | Costa d'Avorio |

#### Finale
| Squadra 1 | Risultato | Squadra 2 |
| --------- | --------- | --------- |
| Camerun   | 5-3       | Nigeria   |

## Classifica Finale
| Pos | Team           |
| --- | -------------- |
| 1   | Camerun        |
| 2   | Nigeria        |
| 3   | Egitto         |
| 4   | Costa d'Avorio |
| 5   | Sudafrica      |
| 6   | Marocco        |